# Fontaine du Sebeto
La fontaine du Sebeto (en italien : fontana del Sebeto) est une des fontaines monumentales de Naples. Elle est située via Caracciolo. 

## Histoire
Elle a été construite en 1635 sur la volonté du vice-roi Emanuele Zunica e Fonseca, sur le projet de Cosimo Fanzago; l'exécution des travaux a été confiée à son fils Carlo Fanzago.
Son emplacement d'origine se trouvait à la fin de la rue Gusmana, appelée ensuite Montée du Géant (actuellement via Cesario Console), adossée à un mur qui donnait sur l'Arsenal, et placée de façon à être en face de la via Santa Lucia.
En 1900, la fontaine a été démantelée, et c'est seulement en 1939 qu'elle a été reconstruite à son emplacement actuel, après qu'ait été achevé le dernier tronçon de la via Caracciolo.

## Description
La base de la fontaine est toute en piperno. La partie supérieure est composée de trois vasques en marbre, dont la centrale est la plus grande. Sur cette grande vasque, deux monstres marins, dont les bouches crachent de l'eau.
La sculpture située au centre représente un vieil homme, symbolisant la rivière Sebeto, l'ancienne rivière qui coulait au cœur de la ville, aujourd'hui couverte.
Les deux tritons sur les côtés de la fontaine crachent de l'eau dans les vasques latérales. À chaque extrémité de la fontaine, un obélisque décoratif. Enfin, on trouve sur la fontaine une plaque, surplombée par trois blasons du vice-roi de Naples, du Roi d'Espagne et de la ville de Naples.

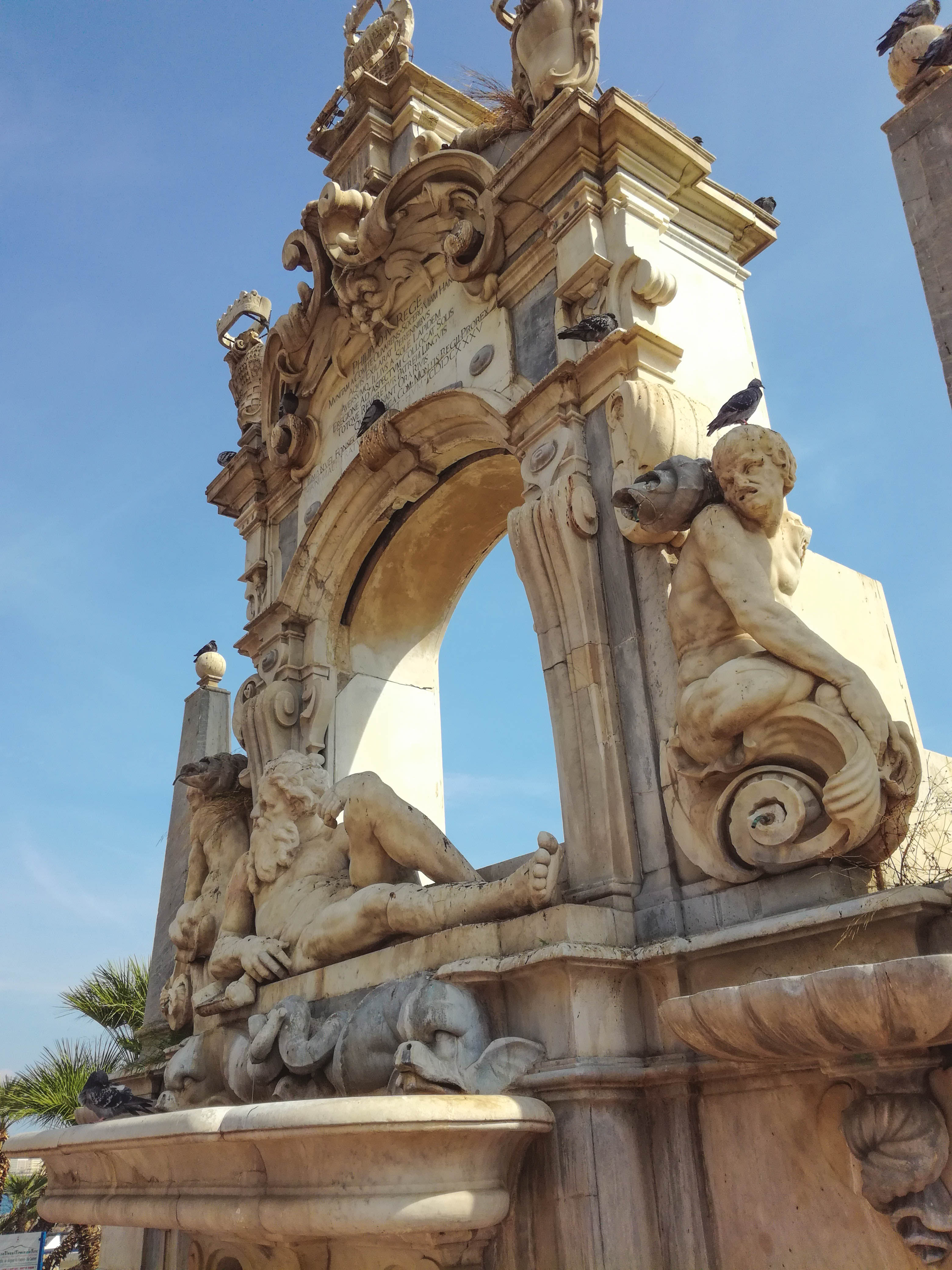
La fontaine du Sebeto
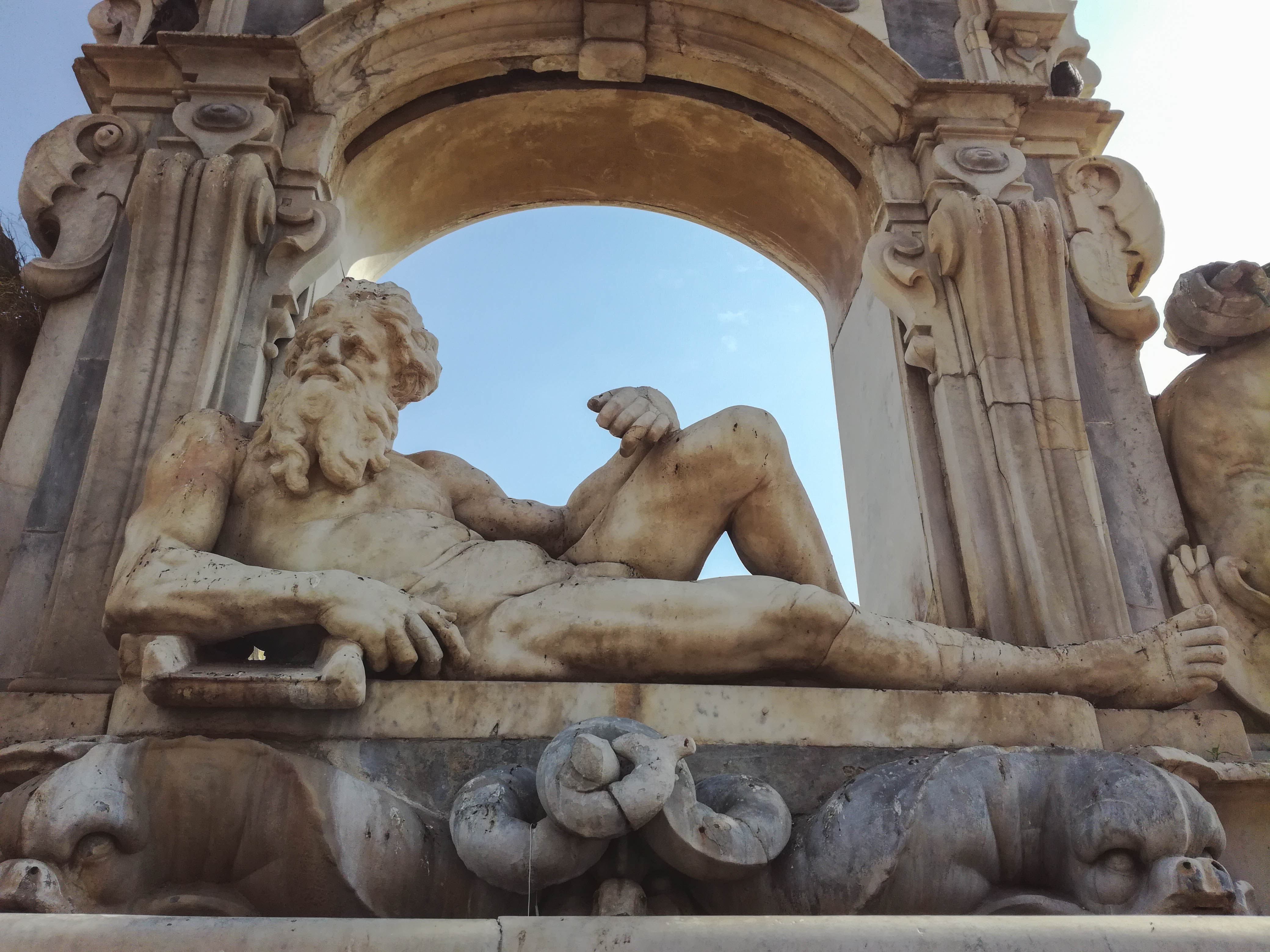
Sculpture allégorique du fleuve Sebeto